# Lungerersee
Lungerersee eller Lungernsee är en sjö i Schweiz. Den ligger i den centrala delen av landet. Lungerersee ligger 675 meter över havet. Arean är 1,8 kvadratkilometer. Den sträcker sig 3,3 kilometer i nord-sydlig riktning, och 1,8 kilometer i öst-västlig riktning.
Orten Lungern ligger vid sjön.
Trakten runt Lungerersee består i huvudsak av gräsmarker, samhällen och mindre skogar.